# رينو غايتانو
رينو غايتانو (Rino Gaetano) (كروتوني، 29 أكتوبر 1950 - روما، 2 يونيو 1981) مغني مؤلف إيطالي . كان ذو شعبية كبيرة خلال السبعينات حتى وفاته.
انتهت مسيرة رينو غايتانو المهنية بشكل مأساوي بوفاته ، لم يبلغ بعد الحادية والثلاثين عاماً ، في حادث سير وقع في 2 يونيو 1981 بروما. و كان قد نجى بأعجوبة قبل أيام قليلة من حادث آخر : قد دمرت سيارته فولفو 343 تماماً ، إلا إنه اشترى على الفور أخرى مماثلة لها.
بينما كان الحادث الثانية قاتلاً : تحطمت المركبة الجديدة جراء اصطدامها بشاحنة .

## صوت إيطاليا الساخر في زمن التحول
دخل رينو غايتانو الساحة الفنية الإيطالية في بداية السبعينات بأسلوب متمرد على القوالب الغنائية التقليدية، حيث مزج بين الطابع الغنائي الشعبي والنقد الاجتماعي اللاذع، متأثرًا بحركة الكانزوني الإيطالية الجديدة، لكنه انشقّ عنها بلغة أكثر عبثية وسخرية. وكان يكتب ويلحن معظم أغانيه بنفسه، متناولًا مواضيع مثل الفقر، النفاق السياسي، البيروقراطية، والتفاوت الطبقي.
اشتهر بأغانٍ خالدة مثل Gianna وMa il cielo è sempre più blu التي تحوّلت إلى أيقونات موسيقية لما تحمله من نقد اجتماعي مغطى بغلاف من البهجة الساخرة. وقد شارك في مهرجان سانريمو للأغنية، وأثار الجدل بسبب أسلوبه، حتى إنه في بعض الأحيان رُفض بث أغانيه على التلفزيون الإيطالي الرسمي.
كان أسلوبه المسرحي في الأداء، وشخصيته الغريبة، تجسيدًا لصورة "المهرج الناقد"، الذي يُضحك الجمهور وهو يقدّم له حقائق مرة، ما جعله محبوبًا لدى شرائح واسعة من الشباب والمثقفين.

## وفاته المأساوية
انتهت حياة رينو غايتانو بشكل مفاجئ ومأساوي يوم 2 يونيو 1981، إثر حادث سير مروّع في مدينة روما، ولم يكن قد تجاوز عامه الحادي والثلاثين. والغريب أن هذا الحادث لم يكن الأول، إذ تعرّض قبل أيام قليلة فقط لحادث سابق دُمّرت فيه سيارته (فولفو 343) تمامًا، لكنه نجا منه بأعجوبة. وعلى نحو قد يبدو قدريًا، اشترى سيارة جديدة من الطراز نفسه، وكانت هي التي قادها في اليوم الذي اصطدمت فيه بشاحنة وأودت بحياته.
شكلت وفاته صدمة كبيرة لجمهوره والنخب الفنية الإيطالية، وأثارت موجة من التساؤلات، بل ونظريات المؤامرة حول ملابسات الحادث، بسبب طبيعة المواضيع الحساسة التي كان يتناولها في أغانيه. ولا تزال ذكراه حاضرة بقوة في الثقافة الشعبية الإيطالية، حيث تُستعاد أغانيه في الاحتجاجات والحملات الاجتماعية، ويُحتفى به كأحد الأصوات التي لم تخضع للرقابة أو الترويض.

## روابط خارجية
- رينو غايتانو على موقع IMDb (الإنجليزية)
- رينو غايتانو على موقع ميوزك برينز (الإنجليزية)
- رينو غايتانو على موقع أول ميوزيك (الإنجليزية)
- رينو غايتانو على موقع ديسكوغز (الإنجليزية)